# Tünde Szabó
Tunde Szabo (Hungría, 31 de mayo de 1974) es una nadadora  retirada especializada en pruebas de estilo espalda, donde consiguió ser subcampeona olímpica en 1992 en los 100 metros.

## Carrera deportiva
En los Juegos Olímpicos de Barcelona 1992 ganó la medalla de plata en los 100 metros espalda, con un tiempo de 1:01.14 segundos, tras su paisana húngara Krisztina Egerszegi (oro con 1:00.68 segundos que fue récord olímpico) y por delante de la australiana Nicole Stevenson.